# Le Hollandais
Le Hollandais was tot 2020 een restaurant aan de Amsteldijk in Amsterdam. Het restaurant is in 1996 geopend en was in retro-stijl ingericht. Chef-kok was Adriaan van Raab van Canstein. Het restaurant had van 2000 tot 2003 en opnieuw van 2011 tot 2015 een Bib-Gourmand van Michelin.
De chef werkte in 2004 werkte aan Het Rijksmuseum kookboek. Meesterkoks laten zich inspireren door de Gouden Eeuw. mee.